# Battaglia di Mulayda
La battaglia di Mulayda fu l'ultima grande battaglia avvenuta durante il secondo stato saudita. A seguito di problemi su Zakat e l'arresto del leader Rashid, Ibn Sabhan, i Rashid decisero di mettere termine al secondo stato saudita e conquistare sia la provincia di al-Qasim sia Riyadh. I Rashid ed i loro alleati arabi misero termine con successo al secondo stato saudita e costrinsero la dinastia saudita guidata da Abdul Rahman bin Faisal a riparare in esilio.